# Sompen en Zooislagen
Sompen en Zooislagen is de naam van een natuurgebied van 100 ha dat zich bevindt ten noordoosten van Haarsteeg. Het gebied is eigendom van Staatsbosbeheer.
Het gebied bestaat uit bloemrijke graslanden, waar onder meer voszegge en moeraslathyrus groeit, en ook grote pimpernel en waterdrieblad. Voorts zijn er een aantal wielen die ontstonden tijdens een dijkdoorbraak van de Maas in 1795. Eén van de toen ontstane plassen werd omgebouwd tot eendenkooi. Deze doet tegenwoordig als ringstation dienst. De graslanden rond de kooi staan 's-winters onder water en vormen een rustgebied voor smient, slobeend, krakeend, zomertaling, wintertaling en pijlstaart.